# Ichthyothere
Ichthyothere é um género botânico pertencente à família Asteraceae.